# Can Met
|  | Per a altres significats, vegeu «Can Met (Bigues)». |

Can Met és un edifici d'habitatges vuitcentista al nucli de Santa Coloma de Gramenet (el Barcelonès) protegit com a bé cultural d'interès local. de planta baixa i dos pisos, originàriament entre mitgeres; l'actual restauració n'oculta una, mimetitzant la façana del carrer i pintant-les de color cru i verd poma. La façana té una composició simètrica ordenada de finestres amb balcons. A la façana del jardí hi ha galeries toscanes amb arcs rebaixats, també restaurades.